# Izračenje
Izračenje je algoritam računalne grafike, koji je istovremeno i jedan od algoritama globalnog osvjetljenja. Naziv vuče izravno od istoimene radiometrijske veličine, koja stoji za intenzitet odlaznog svjetlosnog zračenja [W/m2]. Iako potpada pod algoritme globalnog osvjetljenja, i slike dobivene njegovom primjenom izgledaju uistinu impresivno, skromnijih je mogućnosti simuliranja svjetlosnih putanja od zrako-pratilačkih algoritama. 
Svoju primjenu danas, kao i u prošlosti doživljavao je isključivo za izradu složenih, oku uvjerljivih slika i animacija. Svjetlo dana je ugledao 1984. kada je grupa istraživača s američkog sveučilišta Cornell (C. Goral, K. E. Torrance, D. P. Greenberg and B. Battaile) objavila svoj članak naslovljen «Modeliranje svjetlosnih interakcija između difuznih površina».
Poznatije komercijalne implementacije algoritma izračenja su Lightscape (sada inkorporiran unutar Autodesk 3D Studio Max rendering enginea) te u novije vrijeme Maxwell~Renderer kojeg je izdao Next Limit. 
Osnovna metoda izračenja svoje korijene vuče iz teorije toplinskog zračenja, iz razloga što izračenje zahtijeva izračun količina svjetlosti izmijenjenih između pojedinih površina, ili njihovih dijelova. U cilju pojednostavljenja izračuna, izračenje algoritmi zahtijevaju da sve površine budu savršeno difuzne (Lambertove površine), tj. da je količina svjetlosti koju emitiraju ravnomjerno razdijeljena preko odlazne hemisfere. Jedini čimbenik koji određuje intenzitet tako definirane odlazne svjetlosti je kut između normale te površine i izvora svjetlosti, uz naravno neizostavno uračunavanje doprinosa njihove međusobne razdaljine. 
Sljedeći korak je osnovnu geometriju scene razdijeliti na niz malih površinskih elemenata (kvadrata, trokuta, diskova, etc.),  i izračunati izmjenu svjetlosne energije između svih parova tako razdijeljenih površinskih elemenata. Da bi se to moglo izračunati potrebna su dva parametra: reflektanca pojedinih površinskih elemenata i njihov zajednički faktor oblika. Faktor oblika je bezdimenzionalna veličina, izračunata iz relativne geometrijske orijentacije pojedinih parova površinskih elemenata, i može se zamisliti kao dio površine odlazne hemisfere prvog elementa pokrivenog drugim elementom.